# Григор'євка (Соль-Ілецький міський округ)
Григо́р'євка (рос. Григорьевка) — село у складі Соль-Ілецького міського округу Оренбурзької області, Росія.

## Населення
Населення — 1536 осіб (2010; 1660 у 2002).
Національний склад (станом на 2002 рік):
- росіяни — 68 %